# Красный мост (Полоцк)
Красный мост (бел. Чырвоны мост) — автодорожный железобетонный балочный мост через реку Полоту в Полоцке, одна из достопримечательностей города.
Получил своё название в память о кровопролитном сражении между русскими и французскими войсками, состоявшемся 19—21 октября в ходе Отечественной войны 1812 года. В результате ожесточённых боёв за единственный мост через Полоту, его деревянный настил стал буквально красным от крови.
В 1975 году на месте деревянного был построен новый железобетонный мост с воссозданием прежних элементов оформления. Перед мостом установлен памятный знак с текстом:

Через этот мост русские войска под командованием генерала Витгенштейна и отряда Петербургского ополчения
 после ожесточенных боев 6-8/19-21/октября 1812 г. вошли в город и освободили его от неприятеля, чем положили начало изгнанию наполеоновских войск с белорусской земли. С того времени в память о погибших и пролитой крови этот мост стал называться „КРАСНЫМ“— Фото памятного знака